# Военно-топографическое училище
Военно-топографическое училище (ВТУ) — одно из старейших военных учебных заведений, расположенное в Санкт-Петербурге.
Образовано в 1822 году. В советское время именовалось Ленинградское высшее военно-топографическое командное Краснознамённое ордена Красной Звезды училище имени генерала армии Антонова А. И. (ЛВВТКУ, а впоследствии СПВВТКУ). С 2006 года по 2011 год входило в ВКА им. Можайского, как филиал (Военный институт (топографический)). В настоящее время существует как структурное подразделение (7-й факультет) Военно-космической академии имени А. Ф. Можайского.

## История

### Училище топографов (1822—1866)
- 28 января (9 февраля по новому стилю) 1822 году государем императором Александром I было утверждено «Положение о Корпусе топографов».
- 14 мая (26 мая по н.с.) 1822 года было объявлено «Дополнение к Положению о Корпусе топографов», где излагались принципы организации подготовки офицеров Корпуса топографов и говорилось о создаваемом Училище топографов.
- 22 октября (по н.с.) 1822 года было открыто первое в России Училище топографов. Было решено набирать два класса с 4-х летним периодом обучения. День 22 октября является годовым праздником Училища.
- В 1825 году состоялся первый выпуск из училища. Выпущено 12 офицеров в чине прапорщика.
- В 1827 году состоялся второй выпуск офицеров. С этого момента выпуск производился ежегодно.
- С 1832 года училище переименовывается в Школу, так как при организации училища не были предусмотрены льготы, которыми пользовались другие специализированные училища. В это же время Корпус топографов переподчинён Генерал-квартирмейстеру Генерального Штаба. Все топографы Корпуса были разделены на роты. Рота расположенная в Санкт-Петербурге и составила Школу топографов имевшую в штате 120 топографов 1-го и 2-го классов.
- В 1860 году в школу поступил Мышкин, Ипполит Никитич.
- В 1863 году, вместе с утверждением нового штата Генерального Штаба, Школе вернули первоначальное наименование — Училище топографов. В этом же году выпускникам Училища предоставляется право на поступление на геодезическое отделение Академии Генерального Штаба.

### Военно-топографическое юнкерское училище (1867—1917)
- 24 декабря 1866 года (5 января 1867 года по н.с.) утверждено новое «Положение о Корпусе топографов, о Военно-топографическом училище». Положением предусматривалось расширение программ Военно-топографического училища. Училище стало называться Военно-топографическое юнкерское училище.
- В 1868 году на вооружение топографов поступил новый инструмент — кипрегель.
- В течение 1883 — 1885 годов приёма в училище не было. Закрытие связано с революционным движением усилившимся в Российской империи. Личный состав училища был признан неблагонадёжным. Было принято решение о новом крупномасштабном преобразовании училища[1].
- С сентября 1886 года набор был восстановлен, но выпускники училища снова были лишены привилегий предусмотренных для выпускников специализированных училищ.
- Такая ситуация продлилась до 1892 года. Тогда же было восстановлено право выпускников училища поступать на геодезическое отделение академии ГШ.
- В 1898 году училище окончил Николай Павлович Башнин
- Осенью 1906 года впервые набирается дополнительный геодезический класс в количестве 10 человек.
- В период с 1912 по 1914 года в училище проходил обучение Дробышев, Фёдор Васильевич — известный российский и советский ученый, военный топограф, геодезист и картограф.
- Приказом по военному ведомству № 140, опубликованного 27 марта 1913 (старый стиль) до сведения армии доводилась дата установленного годового праздника для КВТ и военно-топографического отдела ГУ ГШ — 10 февраля в честь преподобного Ефрема Сирина[2].

 ГОСУДАРЬ ИМПЕРАТОРЪ, ВЪ 22 день Марта 1913 года, Высочайше повелѣть соизволилъ: Установить годовые праздники: а) для корпуса военныхъ топографовъ и военно-топографическаго отдела Главнаго Управленія Генерального Штаба—28 Января, во имя ПРЕПОДОБНАГО ЕФРЕМА Сирина, и б) для военно-топографическаго училища—8 Ноября, во имя Свч. АРХИСТРАТИГА МИХАИЛА.— ПСЗРИ, Собрание третье, том XXXIII, 1913 г. С.311, статья 59017. Петроград, 1916 г.
- Летом 1917 года полевые практические работы юнкеров проводились в районе городов Вольск и Хвалынск Саратовской губернии. Всего было передислоцировано 323 юнкера и 32 офицера с соответствующим материально-техническим обеспечением. Осенью Временное правительство приняло решение об эвакуации всех служб и имущества училища из Петрограда в Хвалынск.
- За 95 лет в период с 1822 по 1917 года Училище Топографов (Школа Топографов, Военно-топографическое юнкерское училище) подготовило более 1500 офицеров — военных топографов.

### Военно-топографические курсы (1917—1921)
- После победы Октябрьской революции в училище обострилась борьба между сторонниками Временного правительства и сочувствующими большевикам. Приказом Совета народных Комиссаров по военно-морским делам № 11 от 14 ноября 1917 года предписывалось расформирование военно-учебных заведений старой русской армии. Постепенно стала брать верх позиция юнкеров младших курсов, поддерживающих большевиков, тем более, что в приказах вновь созданного Главного комиссариата всех военно-учебных заведений Российской Республики № 113 от 18 ноября и № 114 от 28 ноября 1917 года уточнялось

 «…не подлежат расформированию специальные технические и военно-морские военно-учебные заведения, Военно-топографическое училище и Главная гимнастическо-фехтовальная школа.»
- В новогоднюю ночь 1918 года на общем собрании личного состава училища было принято решение уволить юнкеров в долгосрочный отпуск до открытия навигации по Волге. Им были выписаны увольнительные билеты на три месяца. Предписывалось явится в Хвалынск к 1 апреля 1918 года для следования в Петроград. Офицерам была предоставлена возможность самим определять свои действия.
- 2 января Исполнительный Комитет Хвалынского Совета принял решение о роспуске училища. Училище было разоружено, также были экспроприированы лошади, медикаменты, запасы продовольствия и часть инвентаря. Так в январе 1918 года дореволюционное юнкерское Военно-топографическое училище формально прекратило своё существование в своём прежнем виде.
- Уже 15 января 1918 года приказом Главного Комиссара военно-учебных заведений начальником училища был назначен преподаватель геодезии Страхов Георгий Гаврилович (поддержавший Советскую власть). В июне 1918 года Хвалынск был захвачен бывшими военнопленными Чехословацкого корпуса.
- 18 июля 1918 года Приказом Наркома по военным делам № 565 было предписано открыть Первые Советские военно-топографические курсы на базе училища в городе Вольске.
- В октябре 1918 года личный состав Петроградского военно-топографического училища был передислоцирован белочехословаками в Новониколаевск (ныне Новосибирск), а позднее в Омск. В связи с этими событиями приказом ГлавКомВузов № 286 от 21 октября 1918 года было объявлено, что

 "«… 1-е Советские Советские военно-топографические курсы будут открыты не в городе Вольске, а в городе Петрограде».
- Таким образом, определились два места функционирования топографических курсов: первые в Петрограде, а вторые в Омске.

#### История Санкт-Петербургской части Топографического училища
- Приказом ГлавКомВоенВузов республики № 174 от 10 августа 1918 года начальником петроградских Курсов был переназначен Страхов Г. Г., военным комиссаром Рожков Е. В.
- Занятия начались 16 декабря 1918 года. В Советское время эта дата была принята за начало деятельности Советской школы военных топографов и являлась годовым праздником училища. К началу занятий, кроме 11 человек на старшем курсе, было принято 50 человек. Приём продолжался всю зиму и на 1 апреля 1919 года на Курсах занимался 131 курсант, как стали называть обучаемых в средних военно-учебных заведениях РККА.
- Курсам удалось заручиться прекрасными преподавателями по специальным предметам, и это обеспечило ведения занятий при крайне ограниченном количество учебников[3] Удалось привлечь к работе видных педагогов и ученых, таких как: профессор Академии Генерального штаба В. В. Витковский, Витковский Василий Васильевич профессор Военно-инженерной Академии В. Ф. Найденов, профессор Д. Д. Сергиевский, талантливый астроном М. А. Вильев и некоторые преподаватели Петроградского университета.
- В течение 1919 года на курсах проводятся организационные и другие мероприятия, направленные на обеспечение полного прохождения программы обучения. К концу года мероприятия были завершены. Срок обучения установлен 3 года — подготовительный, младший и старший курс.
- 5 июня 1919 года 10 курсантов старшего курса окончили курсы и были направлены в топографические части РККА. Это был первый выпуск красных командиров-военных топографов.
- Начиная с 1919 года курсанты училища постоянно участвовали в боевых действиях на фронтах гражданской войны в составе бригады курсантов в ударной группе 7-й армии.

#### История Омской части Топографического училища
- После прибытия в Новониколаевск училище было расположено в помещении бывшего реального училища. Личный состав и материально-техническая база училища была сохранена под руководством исполняющего обязанности начальника училища Стецевича С. К. Занятия были возобновлены сразу же по прибытии в Новониколаевск. В летний период 1919 года были организованы полевые практические работы, а осенью произведён приём нового пополнения.
- После освобождения Новониколаевска войсками 5-й армии Восточного фронта, 18 декабря 1919 года Реввоенсоветом армии было отдано распоряжение о продолжении учебной работы в прежнем составе в целях подготовки красных командиров-военных топографов РККА. Для осуществления политического руководства комиссаром был назначен Ф. Парфенов.
- Приказом Управления военно-учебными Заведениями Сибири № 35 от 7 февраля 1920 года училище было переименовано в 1-е Сибирские военно-топографические курсы, с указанием считать их действующими с 16 декабря 1919 года. Курсам было предписано передислоцироваться в город Омск.
- После завершения теоретического курса зимнего периода обучения курсанты в мае 1920 года выезжали на полевые практические работы в район города Усть-Каменногорска. В октябре Курсы в полном составе и со всем материально-техническим обеспечением перебазировались в город Омск, где им были представлены помещения бывшего Омского кадетского корпуса. Часть приборов и инструментов были отправлены в Петроград, для улучшения технической базы Петроградских курсов.
- В 1921 году Приказом Реввоенсовета Республики от 19 мая Курсы были переименованы в Омскую военно-топографическую школу.
- 3 октября 1921 года С. К. Стецевич сдал школу комиссару Андрееву И. В. На 1 ноября в ней обучались 147 курсантов, в том числе 70 человек в подготовительном, 30 в среднем и 47 в старших классах.
- 16 декабря 1921 года Омская школа была награждена Красным Знаменем.
- Приказом Реввоенсовета Республики № 63 от 9 ноября 1922 года школу переименовали во 2-ю Омскую военно-топографическую школу.
- В конце 1922 года было принято решение о возвращении Омской школы в Петроград. В начале января 1923 года личный состав со всем имуществом и материально-техническим обеспечением эшелоном прибыл к месту постоянной дислокации в Петроград.

Слиянием Омской и Петроградской школ было восстановлена единственная военно-топографическая школа в России.

### Школа в период социалистического строительства (1921—1941)

#### Годы перехода красной армии на мирное положение (1921—1923)
- 28 февраля 1921 года в Кронштадте вспыхнул мятеж в подавлении которого в составе 2-го курсантского полка Северной группы войск участвовало 94 курсанта Петроградской военно-топографической школы.
- Во время весенних экзаменов 1921 года школа показала хорошие показатели.

Начальник учебного отдела ГУВУЗ, инспектирующий школу, в отчёте писал:
 «Нельзя не отметить прекрасных ответов на выпускных испытаниях курсантов Военно-топографической школы. Ответы эти могут служить прекрасной иллюстрацией того, что при правильной постановке учебного дела можно достигнуть удивительно хороших результатов в деле учебной подготовки и с тем контингентом молодых товарищей, какими укомплектовываются в настоящий момент военно-учебные заведения» 
- На летнюю практику школа выехала в Лужский уезд в составе двух учебных отрядов.
- 1 октября 1921 года состоялся третий выпуск. Двадцать пять курсантов старшего курса получили звание красного военного топографа. Двадцать три из них были членами РКП(б).
- 6 декабря в школе была создана комсомольская организация. Первоначально в организации состояло 25 комсомольцев.
- 21 марта 1922 года приказом начальника ГУВУЗа РККА Петроградская военно-топографическая школа получила наименование «Первая Петроградская военно-топографическая школа». С этого же времени в школе выпускается стенгазета «Красный топограф» — орган коллектива РКП(б) Военно-топографической школы.

15 сентября 1922 года был произведен четвёртый выпуск краскомов-топографов. Школу окончили 34 человека.
- В день 4-й годовщины Петроградской военно-топографической школы, 16 декабря 1922 года, школе было вручено Красное Знамя.

В течение 1921—1923 гг. в училище активно шла борьба за «улучшение классового состава» курсантов. К 1924 году доля рабочей молодежи в составе курсантов увеличилась до 35 % в сравнении с 15 % в 1921 году.

#### Период военной реформы (1924—1928)
В апреле 1924 года в Москве состоялся 1 съезд военных топографов. Начальник и комиссар Военно- топографического отдела Штаба РККА А. И. Артанов в своём докладе на съезде отмечал, что школа даёт только узких специалистов, техников-съёмщиков. Также он заявил:
 Для боевой работы наши военные топографы мало пригодны, надо, чтобы школа давала им в этом отношении большую подготовку. 
В связи с этим в учебном плане на 1925 год были произведены крупные изменения. Так же значительно были расширены штаты школы. При школе были созданы Курсы усовершенствования командного состава (КУКС).
- В 1924—1925 годах в школе широко развёртывается политпросвет работа. На первое января 1924 года в комсомольской ячейке числится 83 человека.
- В связи с переходом на штаты мирного времени в школу направляются командиры из других родов войск, пожелавшие стать топографами. Впервые в учебный процесс внедряется новые методы съёмки основанные на использовании аэрофотоснимков.
- На летних практиках в 1925 году впервые производились не учебные, а производственные съемки.
- На время летних практик 1928—1929 годов школе было придано авиазвено, которое обеспечило аэрофото-материалами работу старшего курса школы по контурно-комбинированной съёмке. В школе расширяется научно-методическая работа. В 1928—1929 годах издаётся около десяти учебников и учебных пособий.

И уже в 1929 году Начальник Военно-топографического отдела Штаба РККА А. И. Артанов после проверки школы отмечал: 
«Очень удачно оборудован класс местности. Вполне на уровне современности оборудование фотолаборатории, трансформаторной и монтажной. Хорошо оборудован военный класс»

#### Годы технического перевооружения и репрессий в Красной армии (1929—1941)
Техническое перевооружение армии вызвало потребность артиллерии и других родов войск в специалистах-топографов различной квалификации.
- С 1929 года значительно увеличивается количество слушателей на Курсах усовершенствования начальствующего состава. На курсах готовят: фотограмметристов для артиллерии и частей Военно-топографической службы, ведут переподготовку преподавателей военной топографии, повышают квалификацию на курсах военные топографы, картографы и геодезисты, начальники складов топографических карт. Также на курсах готовят топографов из числа общевойсковых командиров. В связи с увеличением курсов было принято решение надстроить 4 и 5 этажи над частью здания, выходящие на Порховский переулок (ныне Чкаловский проспект).
- При школе в 30-е годы ежегодно проводятся 45-дневные сборы командиров запаса и краткосрочные сборы по подготовке красноармейцев-одногодичников.
- В 1929 году на курсы впервые приняты десять девушек.
- В июле 1931 года за успехи в обучении и воспитании курсантов Центральный исполнительный комитет СССР постановил вручить революционное Красное знамя, как знак призыва к постоянной готовности выступить на защиту завоеваний Великого Октября.
- На курсах активно развивается рационализаторская работа. За зимний период 1931—1932 учебного года поступило 426 рационализаторских предложений, из которых 252 было принято и внедрено в учебный процесс.
- Начиная с 1931 года, в летний период проводятся 15-дневные стажировки курсантов в строевых частях на должностях младших командиров. Школа переходит на 3-х годичный срок обучения и начинают производиться досрочные выпуски наиболее подготовленных курсантов.
- В 1932 году для организации летних сборов по тактической и стрелковой подготовке было принято решение иметь постоянный лагерь. Под лагерь была выбрана местность на берегу озера около поселка Струги Красные Псковской области.
- В 1935 году начальником школы был назначен комбриг Н. В. Гравин, участник гражданской войны. С его приходом в школе заново производится перепланировка и капитальный ремонт здания. К имеющимся помещениям пристраивается 5-этажный корпус по Музыкантскому переулку. Стали проводиться дни открытых дверей, во многие высшие учебные заведения рассылаться проспекты с краткими данными по школе.
- В марте 1936 года впервые проводятся государственные выпускные экзамены.
- В марте 1937 года Приказом Народного комиссара Обороны СССР школа в числе других военно-учебных заведений Красной Армии была преобразована в училище. Выпускникам училища присваивалось воинское звание «лейтенант».
- 16 декабря 1938 года училище празднует свою 20-ю годовщину. Нарком Обороны СССР К. Е. Ворошилов подписал приказ в котором указывалось:

 «16 декабря Ленинградское военно-топографическое училище празднует 20-летний юбилей своего существования. Являясь одним из старейших училищ, за 20 лет оно дало РККА сотни квалифицированных лейтенантов-топографов и является одним из лучших в РККА.»
- Успехи училища в подготовке кадров омрачились шедшими в стране репрессиями. Обстановка в училище стала напряжённой. Ряд курсантов были отчислены, часто курсантам не присваивали званий после выпускных экзаменов. В 1938 году был снят с должности и арестован начальник училища комбриг Н. М. Гравин. 17 лет он пробыл в лагерях ГУЛага и только в 1956 году был освобождён и полностью реабилитирован. Аресту подверглись некоторые преподаватели и служащие училища, а также большое количество старших офицеров Военно-топографической отдела-выпускников училища, тесно сотрудничавших со своей альма-матер.
- С начала 1939 года курсанты и командиры готовятся к принятию военной присяги в соответствии с Указом Президиума Верховного Совета СССР. 23 февраля личный состав принял присягу Красной Армии на верность СССР.

В этот период выпускники училища участвовали в боях у озера Хасан, советско-финской войне, боях на реке Халхин-Гол.

### Училище в годы Великой Отечественной войны (1941—1945)
Война застала личный состав Ленинградского военно-топографического училища на полевых практических работах в районах Невеля и Струги Красные Псковской области.
- В первые месяцы на фронт уходят более 50 человек. В том числе начальник училища подполковник А. Гусев и старший политрук В. Коротков. Начальник политотдела училища полковой комиссар Д. Михайлов назначается на должность военного комиссара Военно-топографического управления Генерального штаба Красной Армии. На должность начальника училища назначают начальника учебного отдела полковника К. Н. Харина. Впоследствии ему было присвоено звание генерал-майора технических войск.
- Курсанты первого курса были собраны по тревоге и отправлены в Струги Красные. 30 июня 1941 года 1-й курс училища прибывает Струго-Красненский лагерь и приступает к подготовке лагеря к обороне: рылись окопы, оборудовались огневые точки, велась разведка и т. д. Создавшаяся на фронтах обстановка не позволила училищу находиться вне пункта постоянной дислокации и 7 июля училище было возвращено в Ленинград. В составе команд возвращаются и курсанты выполнявшие особое задание на западной границе.
- С объявлением мобилизации слушатели КУКС откомандировываются по частям.
- Курсанты второго курса, которые должны были учиться до осени 1941 года, в июле подвергаются контрольно-проверочным испытаниям и досрочно выпускаются из училища. Всем выпускникам присваивается воинское звание «лейтенант».
- Одновременно с выпуском производится и прием нового пополнения. Происходит переработка учебных планов на одногодичный срок обучения. Для продолжения летних практик выбирается Богородский район Горьковской области. 21 июля 2-й батальон курсантов 1-го курса набора 1940 года эшелоном выехал из Ленинграда через Бологое, Москву на Горький. 30 июля 2-м эшелоном через Волховстрой 1 убыл на Горький 1-й батальон курсантов нового набора, к этому времени московская дорога уже была перерезана немецкими войсками.
- 22 курсанта 2-го курса, не прибывшие к моменту контрольно-проверочных испытаний из спецкомандировки, выпускаются в декабре 1941 года.
- Управление училища, личный состав и их семьи разместились в Богородске. Курсанты 2-го курса приступают к выполнению практической работе по мензульной съёмке масштаба 1:25000.
- Для зимнего расквартирования штабом Московского военного округа училищу был отведён военный городок в посёлке Абабково Павловского района.
- В начале 1942 года перед училищем была поставлена задача о сконцентрировать процесс обучения специалистов-топографов для артиллерийской топографической службы. Из курсантов училища проходящих обучение для артиллерии формируется 4-й специальный учебный отряд. Специализация отряда была связана с большим объёмом геодезических работ. В период с 1 марта по 7 апреля 1942 года в городе Семенове для 4-го учебного отряда проходит специальный сбор при Артиллерийских курсах усовершенствования командного состава. После окончания курсов курсанты уже в звании лейтенант и младший лейтенант направляются в распоряжение начальников артиллерии фронтов и военных округов.
- В феврале 1942 года в училище упраздняются батальоны и создаются четыре учебных топографических отряда с сохранением числа учебно-топографических отделений. При такой штатной структуре училище существовало до 1947 года.
- К окончанию зимнего периода 1942 года в училище занимались курсанты апрельского набора 1942 года (4 УТО), курсанты младшего курса набора 1941 года и старшего курса набора 1940 года.
- В мае 1942 года приступили к выполнению летних практических работ на территории Сосновского, Котовского и Вачского районов Горьковской области.
- В начале июля 1942 года командование училищем принял подполковник П. С. Паша, прибывший из действующей армии, а полковник К. Н. Харин убыл на фронт.
- 30 июля 1942 года курсанты старшего курса набора 1940 года закончили изучение двухлетней программы и выпускаются из училища. Среди выпускников был Борис Ефимович Бызов, впоследствии генерал-полковник, начальник ВТС ВС СССР. Это был четвёртый военный выпуск училища.
- В числе следующего выпуска был О. Г. Чистовский, будущий писатель, ряд книг которого посвящён жизни и деятельности топографов в мирное и военное время.
- В 1942 году вводится Временное положение о Ленинградском военно-топографическом училище(на военное время).
- В 1943 году училище произвело три выпуска, тогда же были возобновлены КУКС. Первые два набора курсов занимались исключительно подготовкой преподавателей военной топографии для всех ВУЗов Красной Армии.
- 1943 год охарактеризовался 25-м юбилеем училища (советского периода). В ознаменование этого события «за выдающиеся успехи в подготовке офицерских кадров и непосредственное участие в боях за Родину» училище было награждено орденом Красного Знамени. Заместитель Наркома обороны Маршал Советского Союза А. М. Василевский, среди прочего отмечал:

 «…За 25 лет своего существования училище подготовило и выпустило для Красной Армии тысячи высококвалифицированных офицеров топографов…»
- Начиная со второй половины 1944 года, в целях повышения качества подготовки на КУКС устанавливается восьмимесячный срок обучения по трем специальностям: геодезической, топографической и картографической.
- Значительно усовершенствуется учебный процесс. Вводятся государственные выпускные экзамены. Училище переводится на 3-годичный срок обучения.
- В марте 1944 года начальником назначается полковник В. П. Александров.
- В октябре 1944 года производится 9-й военный выпуск. Впервые за время войны курсантам предоставляются двухнедельные каникулы.
- Осенью 1944 года командование училища ставит вопрос о возвращении в Ленинград. Просьба поддержана командующим Ленинградским фронтом Маршалом Советского Союза Л. А. Говоровым. В январе 1945 года начальник Генерального штаба генерал армии А. И. Антонов дал директиву на возвращение училища из Абабково в Ленинград.
- Курсанты, солдаты, офицеры, вольнонаёмный состав с необходимым для учёбы имуществом двумя эшелонами 5 и 9 февраля прибывают в Ленинград. В Абабково остаются семьи офицеров и вольнонаёмных и команда для охраны невывезенного имущества, которые прибывают в Ленинград 9 мая 1945 года.
- Здание училища пребывало в плачевном состоянии. Хотя во время блокады Ленинграда там и находился военный госпиталь, но центральное отопление и канализация не функционировали.
- 5 апреля 1945 года в училище, на основании Постановления Президиума Верховного Совета Союза ССР, состоялось вручение Красного Знамени нового образца, на полотнище которого золотом было написано «Ленинградское Краснознаменное Военно-топографическое училище». Более 3 тысяч выпускников были награждены орденами и медалями, в том числе орденом Красной звезды, орденом Отечественной войны, медалью «За отвагу».

### Училище в послевоенный период (1945—1968)

#### Первые послевоенные годы (1945—1953)
- Первые послевоенные годы охарактеризовались сложностями связанными с созданием заново материальной базы училища. Курсантам приходилось сочетать учёбу с работой по восстановлению жилых и складских помещений, столовой, кухни, классов, лабораторий, лагеря и полигона.
- С наступлением весны 1945 года было решено перенести лагерь из Струги Красные Псковской области в район города Боровичи Новгородской области. Связано это было с тем, что довоенный лагерь был полностью разрушен, а в районе Боровичей в 1927—1929 годах уже проводились практические работы курсантов училища.
- 25 мая 1945 года училище выехало в этот район на летние практические работы. Благодаря активным действиям руководства и личного состава училища уже в августе стрелково-тактические сборы 4-го и 5-го учебных топографических отрядов были проведены в новом лагере. Программа стрелково-тактических сборов для всех курсов включала: тактическую, строевую, физическую и огневую подготовку. Огромную пользу училищу в тот период принесли фронтовики, в частности Герой Советского Союза Мордвяников М. С. (www.az-libr.ru/index.shtml?Persons&CEG/06953040/index)
- В сентябре 1945 года успешно произведён первый послевоенный выпуск. Тогда же училище приступило к обучению иностранных военнослужащих. Первыми прибыли военнослужащие из Монгольской Народной Республики, а в 1946 году- из Югославии.
- Активно совершенствуется топогеодезическая обеспеченность полигона. В 1946 году произведена аэрофотосъемка полигона (обновление аэрофотосъёмки производилось каждые 4-6 лет), а в зимний период были созданы фотопланы для летних практик. В 1947 году произведено восстановление геодезических знаков на всей площади нового полигона и проведена съёмка лагеря и прилегающих учебных полей в масштабе 1: 10000. В последующие годы геодезическая сеть учебного полигона была перевычислена в условную систему координат.
- В государстве возникла необходимость в картографировании всей территории СССР, а особенно Крайнего Севера и Дальнего Востока. Суровый климат, удалённость, полное бездорожье и короткий полевой период исключали применение в этих районах каких либо иных методов кроме стереотопографического. Начиная с 1947 года, новый метод вводится в программу обучения курсантов и постепенно он становится основным методом создания топографических карт. На практиках курсантов мензульная съёмка постепенно уступает место съёмке на фотопланах.
- В 1946—1949 годах училище оборудуется четырьмя спецклассами: фототрансформаторов, мультиплексов, стереометров и стерекомпараторов. Курсанты геодезической специальности стали изучать: средний оптический теодолит, универсал У-5, теодолит ТТ-5/10. В 1949 году в учебный план введены новые дисциплины: история военного искусства, связь, военная администрация. Вводятся летние отпуска и зимние каникулы для курсантов.
- В 1947 году вместо учебных топографических отрядов вводится общевойсковая организация учебных подразделений: батальон, рота, взвод. В этом же году восстанавливается специализация. Училище готовит топографов, геодезистов и картографов. В августе из Харькова в училище была переведена школа по подготовке сержантов для походных частей и подразделений Военно-топографической службы. Школа вошла в штат училища отдельной ротой младших специалистов со сроком обучения 10-11 месяцев. В сентябре был успешно осуществлён первый после войны выпуск офицеров-топографов по 3-х годичной программе. В приказе начальника Генерального штаба отмечалось:

«…Итоги выпускных экзаменов и выполнение летних практических работ показали, что курсанты-выпускники получили в училище хорошую теоретическую и практическую подготовку…»
- В 1948 году в училище для обучения прибыли военнослужащие из Албании, а в 1950 году из Румынии. 35 выпускников училища оказали существенную помощь геодезическому отряду в демаркации Государственной границы Союза ССР и Румынии.
- В 1949 году на смотре художественной самодеятельности гарнизона драматический, хореографический и струнный кружки училища были награждены грамотами Военного совета Ленинградского военного округа.

В октябре 1950 года в училище был сформирован экспедиционный отряд для выполнения топогеодезических работ на трассе проектируемого магистрального судоходного канала Волга-Урал. Отряд состоял из 8 преподавателей, 10 слушателей КУОС и 40 выпускников училища. К 33-й годовщине Октябрьской революции задание было выполнено досрочно и с отличным качеством.
- В 1952 году литографии училища оборудуется новыми печатным машинами ОП-1.

#### Период технического перевооружения ВС СССР (1953—1968)
Появление на вооружении армии и флота ядерного оружия и ракет значительно повысило значение топогеодезического обеспечения боевых действий войск и особенно обеспечения ракетного оружия исходными геодезическими данными. В связи с этим в 1953 году приостановлена подготовка картографов, но резко увеличено количество геодезистов выпускаемых из училища.
- В 1954 году в программу командирской подготовки офицеров и в учебные планы обучения курсантов включается изучение курса ядерного оружия и защиты от него.
- В 1955 году на вооружение училища поступает походный картографический комплекс ПК-6.
- В 1956 году в училище создаётся военно-научное общество. Активизируется работа по созданию учебников и учебных пособий.
- В 1959 году на вооружение училища поступает комплект специальных фотограмметрических машин ПФМ-3.
- В период с 1954 по 1961 года в учебный план, кроме оружия массового поражения и защиты от него, добавляются ещё дисциплины: военно-инженерная подготовка, автомобильная подготовка, ракетное оружие и артиллерия, основы военной педагогики и психологии, радиоэлектроника.
- В 1962 году было опробовано обучение топографической съёмке на фотоплане. Также восстанавливается картографическая специальность.
- В 1963 году название училище изменено на Ленинградское военно-топографическое Краснознамённое училище. В 1963—1965 годах в училище по одногодичной программе осуществляется подготовка офицеров из числа выпускников топографических техникумов.
- За 1965—1967 года в училище подготовлено 12 мастеров спорта, 17 кандидатов и 358 спортсменов 1-го разряда.
- В день 50-летия Советских Вооружённых сил указом Президиума Верховного Совета СССР за большие заслуги в подготовке офицерских кадров училище награждено орденом Красной Звезды. 11 марта в торжественной обстановке орден был училищу. Начальник училища, генерал-майор технических войск А. В. Волков, был награждён орденом Трудового Красного Знамени.

### Ленинградское высшее военно-топографическое командное Краснознамённое ордена Красной Звезды (1968—1997)

#### Переходный период от среднего к высшему училищу (1968—1972)
- В 1967—1968 годах большинство средних военных училищ страны переводятся в разряд высших военно-учебных заведений. Военно-топографическое училище было преобразовано в высшее и получило наименование —  Ленинградское высшее военно-топографическое командное краснознамённое ордена Красной Звезды[9] Срок обучения был установлен 4 года. Вместо циклов было создано 11 кафедр: марксизма-ленинизма, тактических дисциплин, фототопографии, фотограмметрии, геодезии и астрономии, высшей геодезии, радиогеодезии и радиоэлектроники, картографии, высшей математики, физики и химии, иностранных языков. Также имелось и 3 отдельные дисциплины: физической подготовки, автомобильной подготовки и русского языка. Были введены в штат: батальон обеспечения учебного процесса, отделение кадров, строевое отделение и ряд служб. Учебные планы училища были кардинально переработаны.

Наборы училища проводились в учебном центре г. Боровичи. Конкурс 3-5 человек на место являлся обычной практикой. В то же время ощущались пробелы поступающих в физической подготовке, математике и русскому языку у абитуриентов из сельской местности.
- Набор 1968 года был расширенным — предстояло укомплектовать два первых курса: один среднего и один высшего училища. Для сдачи вступительных экзаменов прибыло 1220 абитуриентов, из них более 200 военнослужащих срочной службы. В результате из зачисленных на 1-й курс среднего училища 75 % имели на вступительных экзаменах неудовлетворительные оценки.
- В начале 1968—1969 учебного года завершилось строительство жилого 5-ти этажного корпуса. Это значительно приблизило училище к уставным требованиям по размещению личного состава.
- В 60-70 года идеологическая и политико-воспитательная работа считалась главной. Решения парторганизации были весомы и неукоснительно выполнялись. В первичных парторганизациях батальонов обычно состояло 40-50 курсантов и весь офицерский состав.
- Все практические работы выполнялись в полевых лагерях. В начальный период таких лагерей было 27, и размещались в них взводы курсантов численностью до 25 человек.
- Последний выпуск офицеров со средним военно-специальным образованием состоялся в июле 1971 года.
- В июне 1972 года в учебном центре было проведено первое тактико-специальное учение «Горизонт». В нём принимали участие курсанта 4 курса училища и слушатели геодезического факультета ВИА им. В. В. Куйбышева. На период ТСУ были сформулированы два топографических отряда, две топографических части и топографическая службы общевойсковой армии. Слушатели исполняли должности начальников отделений, их заместителей, а курсанты-начальников расчётов и начальников топографической службы соединений. В дальнейшем ТСУ «Горизонт» проводятся ежегодно.
- В октябре 1972 года состоялся юбилейный для истории училища выпуск. Это был год 150-летия со дня образования училища. Дореволюционная история училища государственными органами не признавались, и юбилейная дата личным составом училища широко не отмечалась.

#### Совершенствование учебного процесса высшего училища (1973—1990)
- С начала 1970-х годов одной из основных задач стоящих перед личным составом училища было совершенствование учебных планов и программ. Для этого под руководством ВТС СА была проведена крупная НИР. По её результатам в училище были проведены коренные преобразования.
- Создавалась новая учебно-лабораторная база. К началу 1973 года было оборудовано 11 лекционных аудиторий, 16 лабораторий и 31 класс для проведения учебных занятий.
- Была организована связь с Военно-шефской комиссией ВС СССР. Из Москвы к курсантам училища приезжали и выступали народная артистка СССР, Герой Социалистического Труда Е. Н. Гоголева, народные артисты СССР О. В. Лепешинская, В. И. Хохряков и другие.
- Важные изменения в организационно-штатной структуре училища произошли в 1976 году. Для должности начальника училища устанавливались штатные категории «генерал-майор, генерал-лейтенант», а для заместителей начальника училища на одну ступень ниже. Должность начальника кафедры, заместитель начальника кафедры и старший преподаватель — штатная категория «полковник». Преподаватель — «подполковник». Это увеличило предельный возраст нахождения офицеров на действительной службе и снизило текучесть преподавательского состава. Такая ситуация продлилась до 1985—1988 годов. С 1989 года были установлены штатные категории «генерал-майор», «полковник» и «подполковник» соответственно.
- С 1976 по 1983 года в ТСУ «Горизонт» участвовали учащиеся Ленинградского топографического техникума.
- Кроме практик имеющих исключительно учебные цели, курсанты выполняли и прикладные задачи. Так в 1976 году группа курсантов из полевого лагеря Спасское успешно выполнила задание командующего ЛенВо по съёмке в масштабе 1:500 (площадью 4 га) парка музея А. В. Суворова в Суворово-Кончанском. Съемка предназначалась для проведения реконструкции парка.
- В 1976—1978 года была проведена реконструкция учебного корпуса по Чкаловскому проспекту.
- С 1978 года курсанты 4-го курса стали располагаться в выделенном училищу общежитии на проспекте Непокорённых, дом 6.
- В 1979 году кафедра тактико-специальных и военных дисциплин преобразуется в две кафедры: тактики и топогеодезического обеспечения. На кафедру Топогеодезического обеспечения было возложено руководство войсковой стажировкой и тактико-специальным учением «Горизонт».
- Начиная с 1984 года, когда для обучения в училище начали прибывать военнослужащие срочной службы, зачисляемые на 1-й курс училища выездными приёмными комиссиями военных округов, и представители коренных национальностей союзных республик Прибалтики, Средней Азии, Кавказа и Молдавии, зачисленные республиканскими приёмными комиссиями. В большинстве своем они имели слабую общеобразовательную подготовку и многие не имели желания обучаться в военном училище. Из 25-ти курсантов 1-го курса 1984—1985 учебного года из числа юношей коренных национальностей союзных республик до выпуска было доведено 16 человек. Последний набор курсантов из представителей коренных национальностей проведён в 1990 году.
- С 1985 года изучение фотограмметрии по специальности геодезия было прекращено, а по специальности картография сокращено до 50-ти часов.
- В 1986 году приказом Министра национальной обороны ГДР № 17 училище награждено «Орденом За заслуги перед народом и Отечеством в золоте».
- В 1988 году проведён 17 выпуск курсантов высшего училища. Из 243 курсантов, представляемых к выпуску, офицерские звания присвоены 241. Два выпускника на государственном экзамене по марксизму-ленинизму получили неудовлетворительные оценки. В последующие два года ещё 6 курсантов выпускных курсов получили неудовлетворительные оценки по специальным дисциплинам.

#### Постсоветский период (1991—1997)
- В 1991 году училище переименовано в Санкт-Петербургское высшее военно-топографическое командное училище. Вводится новая дисциплина — управление подразделениями в мирное время.

Также приказом министра СССР в декабре 1991 года из штата училища исключены военно-политическое отделение, партийная комиссия и секретари комитетов ВЛКСМ.
- В 1993 году училище переведено на новый штат с 5-летним сроком обучения. В состав вместо батальонов включены 2 факультета — геодезический и топографический — штатной численностью 750 курсантов.

## Награды
- 15 декабря 1943 года — Орден Красного Знамени — награждено указом Президиума Верховного Совета СССР от 15 декабря 1943 года в ознаменование 25-й годовщины Ленинградского военно-топографического училища за выдающиеся успехи в подготовке офицерских кадров и непосредственное участие в боях за Родину.
- В 1968 году награждено орденом Красной Звезды[10].

## Начальники училища
| - 1822—1826 Галямин В. Е. - 1826—1832 Шрамм Ф. А. - 1832—1839 Геллер Ф. К. - 1839—1845 Гецель Э. Ф. - 1845—1856 Гарин Т. И. - 1856—1863 Штюрмер Л. Л. - 1863—1885 Ротштейн В. И. - 1886—1903 Артамонов Н. Д. - 1903—1911 Померанцев И. И. - 1911—1916 Медзвецкий Н. А. - 1916—1918 Свищев И. С. - 1918—1921 Стецевич С. К. (начальник и комиссар Омской военно-топографической школы) - 1918—1925 Страхов Г. Г. (начальник Санкт-Петербургской (Вольской) военно-топографической школы) | - 1925—1931 Мартягин А. А. - 1931—1935 Бурлачко Ф. С. - 1935—1938 Гравин Н. М. - 1938—1941 Гусев А. П. - 1941—1942 Харин К. Н. - 1942—1944 Паша П. С. - 1944—1961 Александров В. П. - 1961—1974 Волков А. В. - 1974—1982 Баранов В. Д. - 1982—1989 Антюфеев В. А. - 1989—1995 Ануфриев О. И. - 1995—2000 Ухлинов В. А. - 2000-2001 Тарелкин Е.П. - 2001-2006 Волохов В.Г. - 2006-2007 Будаев С.Н. - 2007—2010 Дудаль Ю. М. |

## Известные выпускники
- Адрианов, Владимир Николаевич (1875—1938) — русский военный картограф, сконструировал первый российский войсковой компас с фосфоресцирующей подсветкой и артиллерийский прицел[11], художник, автор рисунка герба СССР.
- Алексеев, Яков Иванович (1872—1942) — русский и советский топограф и геодезист, генерал-майор Русской императорской армии.
- Болдырев, Василий Георгиевич (1875—1933) — русский военный и государственный деятель, русский военачальник, генерал-лейтенант Русской императорской армии.
- Большев, Логгин Александрович (1834—1880) — русский военный топограф, геодезист и картограф, исследователь Восточной Сибири, полковник Русской императорской армии.
- Бызов, Борис Ефимович (1920—2012) — советский военачальник, начальник Военно-топографического управления Генерального штаба — начальник Топографической службы Вооружённых Сил СССР, генерал-полковник.
- Дитц, Отто Германович (1876—1957) — русский и советский топограф и геодезист, полковник Русской императорской армии.
- Дмитриев, Пётр Гаврилович (1860—не ранее 1916) — генерал-майор Русской императорской армии, участник Первой мировой войны.
- Дорофеев, Константин Константинович (1875—1920) — полковник Генерального штаба Русской императорской армии, герой Первой мировой войны.
- Дробышев, Фёдор Васильевич (1894—1986) — русский военный топограф, советский геодезист, картограф, специалист в области фотограмметрии.
- Жебрак-Русанович, Михаил Антонович (1875—1918) — российский военный деятель, полковник Русской императорской армии.
- Казакевич, Александр Владимирович (1950—2016) — советский и российский военный деятель, лауреат Государственной премии СССР, премии Правительства Российской Федерации в области науки и техники, полковник.
- Кожевников, Михаил Яковлевич (1870—1942) — военный топограф, геодезист, картограф, исследователь.
- Котлинский, Владимир Карпович (1894—1915) — подпоручик Русской императорской армии, герой Первой мировой войны. 24 июля (6 августа) 1915 года возглавил «Атаку мертвецов», в ходе которой был смертельно ранен. Посмертно представлен к ордену Святого Георгия 4-й степени.
- Кутузов, Илья Андреевич (1915—2000) — советский геодезист, начальник Главного управления геодезии и картографии при Совете Министров СССР (в течение двадцати лет), генерал-лейтенант.
- Михайлов, Евгений Иванович (1925—1989) — советский офицер, участник Великой Отечественной войны, Герой Советского Союза.
- Мордвянников, Михаил Степанович ((1925—1977)) — советский офицер, участник Великой Отечественной войны, Герой Советского Союза.
- Матсон, Гаральд Александрович (1893—1966) — русский и советский военный лётчик-наблюдатель, штабс-капитан Российской императорской армии, участник Первой мировой, кавалер Георгиевского оружия и Георгиевского креста 4-й степени с лавровой ветвью.
- Мышкин, Ипполит Никитич (1848—1885) — русский революционер, народник.
- Секеринский, Пётр Васильевич (1837—1907) — деятель российских спецслужб, генерал-лейтенант Отдельного корпуса жандармов.
- Смирнов, Александр Александрович (1900— не ранее 1985) — советский военачальник, полковник, кандидат технических наук.
- Померанцев, Илиодор Иванович (1847—1921) — астроном-геодезист, заведующий Ташкентской обсерваторией, начальник Военно-топографического училища, генерал от инфантерии Русской императорской армии.
- Харин, Константин Николаевич (1897—1977) — советский военачальник, специалист и преподаватель в области военной топографии, генерал-майор технических войск.
- Шошин, Алексей Петрович (1861—1924) — русский и советский военный инженер, профессор, генерал-майор Русской императорской армии.
- Шорин, Пётр Сергеевич (1866—1940) — генерал-майор Русской императорской армии, герой Первой мировой войны.
- Шпилько, Григорий Андреевич (1872—1936) — российский и советский военный и государственный деятель; известен также как исследователь Памира.
- Штильмарк, Роберт Александрович (1909—1985) — советский писатель, журналист.
- Яблонский, Леонард Иосифович (род. 1952) — советский, российский военный топограф, лауреат двух премий Правительства Российской Федерации.